# Holiday Inn

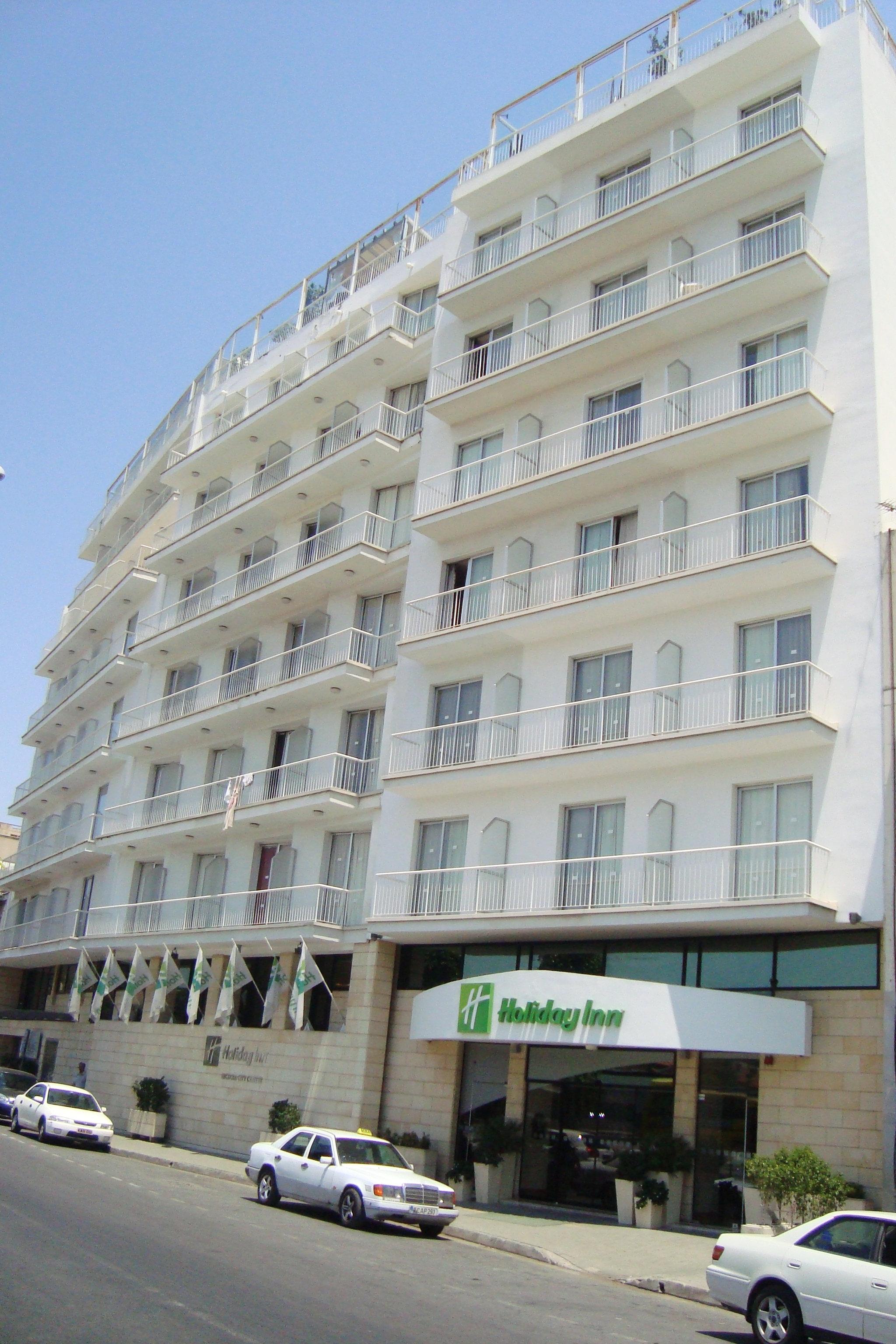
Holiday Inn i Nicosia

Holiday Inn är en ursprungligen amerikansk hotellkedja som ingår i InterContinental Hotels Group. Holiday Inn har många hotell runt om i världen i många länder men inte i Sverige. Standarden på hotellen är mycket olika. I USA är det oftast enklare hotell medan de som finns på andra håll i världen istället ofta kan vara hotell av hög klass.